# Francis Nanai
Francis Nanai, né en 1950 et décédé accidentellement le 19 février 2006, est un chasseur sous-marin de Polynésie française.

## Biographie
Il a provoqué l'indépendance de la Fédération tahitienne de plongée sous-marine (CMAS) en 1984, celle-ci ayant jusqu'alors une simple autonomie au sein de la Fédération française. 
En 1994, il participe à ses premiers championnats du monde, après avoir été reconnu par la Fédération internationale au début des années 1990.

## Palmarès
- Champion d'Europe individuel en 1972 (Île de Man (Angleterre));
- Champion d'Europe par équipes en 1972 (Île de Man);
- Vice-champion d'Europe par équipes en 1977 (Ustica (Sardaigne));
- Champion d'Océanie (Jeux du Pacifique) individuel en 1975 (Guam);
- Champion d'Océanie (Jeux du Pacifique) par équipes en 1975 (Guam);
- Champion de France individuel en 1976 (Guadeloupe);
- Vainqueur du Mérou d'or en 1974 (Espagne;
- Vice-champion d'Europe par équipes en 1974 (Ustica);
- 3e du championnat d'Europe individuel en 1974 (Ustica);
- Vice-champion de France individuel en 1983;
- Vice-champion de France par équipes en  1972 (les places en équipe de France s'obtenant uniquement en métropole).